# Kriget är slut
Kriget är slut (franska: La Guerre est finie) är en fransk-svensk dramafilm från 1966 i regi av Alain Resnais.

## Utmärkelser
Filmen vann Louis Delluc-priset 1966.

## Rollista i urval
- Yves Montand - Diego Mora
- Ingrid Thulin - Marianne
- Jean Dasté - Ledaren
- Geneviève Bujold - Nadine Sallanches
- Paul Crauchet - Roberto
- Jean Bouise - Ramon
- Yvette Étiévant - Yvette
- Jacques Rispal - Manolo
- Dominique Rozan - Jude
- Anouk Ferjac - Marie Jude
- Bernard Fresson - André Sarlat
- Jean-François Rémi - Juan
- Marie Mergey - Mme. Lopez
- Roland Monod - Antoine
- Françoise Bertin - Carmen
- Michel Piccoli - spansk tullinspektör
- Annie Fargue - Agnès
- Gérard Séty - Bill
- Jean Bolo - polis